# Galadhrim
Los galadhrim o galaðrim (del sindarin ‘pueblo de los árboles’) son un pueblo ficticio que forma parte del legendarium creado por el escritor británico J. R. R. Tolkien y que aparece en su novela El Señor de los Anillos y en la colección de relatos publicada por su hijo Christopher bajo el título Cuentos inconclusos de Númenor y la Tierra Media. Es el nombre con el que se conoce a los elfos silvanos que habitan el bosque y reino de Lothlórien durante las Segunda y Tercera Edades del Sol en la Tierra Media.
Su origen se remonta a las Edades de los Árboles, cuando los elfos iniciaron la Gran Marcha hacia las costas de la Tierra Media para viajar a Aman, la tierra de los dioses en la mitología tolkiana. No obstante, no recibieron el nombre de galadhrim hasta miles de años después, en la Segunda Edad del Sol. Eran buenos artesanos y constructores, hecho que demuestran en sus elaborados arcos y sus capas y las casas que construían en los árboles de Lothlórien, llamadas flets.
También aparecen en la trilogía cinematográfica que el director neozelandés Peter Jackson realizó sobre El Señor de los Anillos, teniendo especial importancia en la segunda parte, Las dos torres, cuyo guion fue adaptado para que aparecieran en el clímax final de la película, la batalla del Abismo de Helm.

## Historia

### Origen del pueblo
En las Edades de los Árboles, los elfos emprendieron un gran viaje desde Cuiviénen hacia las costas de la Tierra Media para viajar a Aman, la tierra de los valar. Un importante grupo de elfos Teleri, dirigidos por Lenwë, abandonó la marcha antes de cruzar las Montañas Nubladas y vivieron a partir de entonces en los valles del río Anduin. Fueron conocidos por ello como los Nandor («los que se volvieron» en quenya) y se convirtieron en un grupo muy disperso. Algunos se asentaron en el bosque situado a ambos lados del río Celebrant y le llamaron Lindórinand («valle de la tierra de los cantores»), más tarde rebautizado como Lothlórien.
Tras la Guerra de la Cólera, acontecida a finales de la Primera Edad del Sol, las tierras de Beleriand quedaron anegadas. La comunidad de Lindórinand se hizo entonces muy heterogénea, pues llegaron sindar procedentes del reino de Doriath, con Oropher y Celeborn al frente. Estos últimos fueron los que reunieron al grupo y lo lideraron.

### Segunda Edad del Sol
Con el tiempo, Oropher se retiró hacia el norte, al Bosque Negro, con un numeroso grupo de silvanos para alejarse de los enanos que vivían en Moria y de las intrusiones de Celeborn y su esposa Galadriel, que, aunque se fueron a vivir a Lindon y a Eregion, solían visitar Lindórinand a menudo. Tras la marcha de Oropher, los silvanos de Lindórinand eligieron como rey a Amdír. Galadriel y Celeborn siguieron visitando frecuentemente el bosque y lo poblaron de mellyrn, sobre los cuales los silvanos construyeron numerosas casas llamadas flets, hecho que llevó a que el pueblo fuera conocido con el nombre de galadhrim («pueblo de los árboles» en sindarin) y el bosque como Lórinand.
Cuando el maia Sauron destruyó en el año 1697 de la Segunda Edad del Sol la ciudad de los herreros Noldor, Eregion, muchos de los supervivientes fueron conducidos por Celeborn y Galadriel a través del reino enano de Moria para llegar a Lórinand, donde la comunidad de galadhrim se volvió aún más heterogénea. Además, la pareja ayudó a fortificar el bosque para evitar los ataques de Sauron, pero cuando éste se retiró a Mordor, Celeborn y Galadriel regresaron a Lindon.
Los galadhrim vivieron en paz durante muchos años hasta el retorno de Sauron, a finales de la Segunda Edad del Sol. El rey Amdír respondió a la llamada de ayuda del elfo Gil-galad y finalmente cayó en la Guerra de la Última Alianza, en la Batalla de Dagorlad, siendo reemplazado en el trono de Lórinand por su hijo Amroth.

### Tercera Edad del Sol

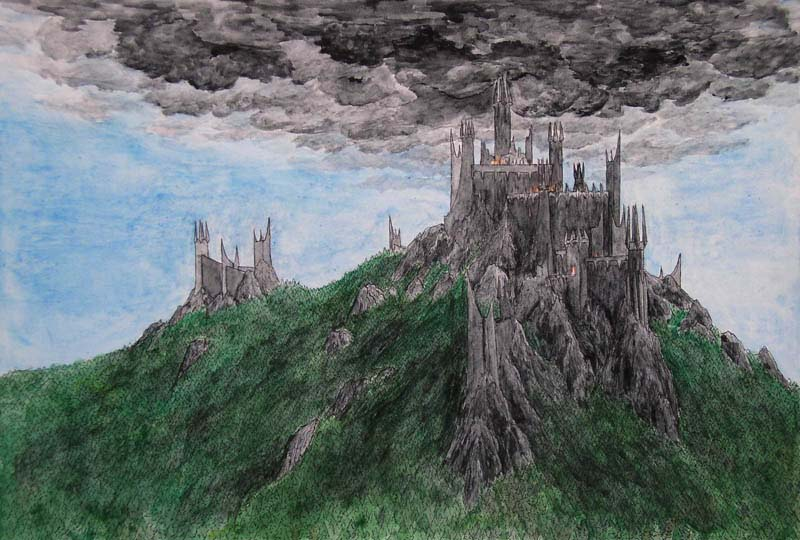
Representación de Dol Guldur, fortaleza desde la que atacaron las tropas de Sauron a los galadhrim durante la Guerra del Anillo.

Durante la primera mitad de la Tercera Edad del Sol, los galadhrim volvieron a vivir en relativa tranquilidad bajo el reinado de Amroth. No obstante, tras la caída de Moria y la expulsión de los enanos a manos del balrog y los orcos, Lórinand se volvió inseguro y Amroth se marchó junto con su amada Nimrodel hacia los puertos, pero murió ahogado en la bahía de Belfalas. Galadriel y Celeborn regresaron entonces a Lórinand, donde fueron recibidos de buen grado por los galadhrim y, aunque no tomaron los títulos de rey y reina, gobernaron y protegieron el bosque. Para ello, Galadriel lo cubrió con un encantamiento gracias al poder del anillo Nenya, que había sido entregado a la dama por su creador, Celebrimbor, para que lo protegiera de Sauron. Además, rebautizó el bosque como Lothlórien («flor del sueño»), pues intentó hacer de él un refugio de paz y belleza como lo eran los jardines de Lórien, la tierra del vala Irmo.
Durante la Guerra del Anillo, acontecida a finales de la Tercera Edad, los galadhrim fueron atacados hasta en tres ocasiones por las tropas de Sauron procedentes de Dol Guldur, en el Bosque Negro. A pesar de que las fronteras de Lothlórien quedaron gravemente dañadas, los galadhrim consiguieron rechazar los ataques. Tras la destrucción del Anillo Único y la caída de Sauron, destruyeron Dol Guldur y junto con los elfos de Thranduil le dieron al Bosque Negro un nuevo nombre: el Bosque de las Hojas Verdes. Posteriormente Lothlórien fue abandonada por la mayoría de los galadhrim, que se dirigieron con Celeborn a vivir al sur del rebautizado bosque.

## Cultura
Los galadhrim hablaban una variante del sindarin conocida como silvano, que se había producido como una mezcla del sindarin hablado por los Sindar y Noldor que llegaron a Lothlórien durante la Primera y la Segunda Edad del Sol y la lengua que hablaban los Nandor que habitaron el bosque por primera vez, la cual procedía directamente del telerin y tenía múltiples dialectos como el nandorin o el daniano.
Debido a que Lothlórien era una tierra llana y en ella no había grandes piedras con las que construir, los galadhrim tenían la costumbre de edificar en lo alto de los árboles unas viviendas llamadas telain en sindarin o flets en oestron. Eran unas plataformas de madera y sin paredes a las que se accedía a través de una escalera que subía desde el suelo hasta un agujero en el centro de la vivienda. En un principio, los flets habían servido solo como puestos de vigilancia y lugares de refugio en caso de ataque, pero se convirtieron también en hogares en el segundo milenio de la Tercera Edad del Sol debido a lo peligrosas que se volvieron las tierras de Lothlórien con la construcción de Dol Guldur. El mayor flet que construyeron los galadhrim fue el del rey Amroth, situado en la colina de Cerin Amroth y desde el cual se podía vigilar Dol Guldur.
Los galadhrim usaban como arma unos largos arcos de unos dos metros de largo, que construían con madera de mallorn y cuya cuerda estaba hecha con cabellos de elfo. Sus flechas estaban fabricadas a base de fresno o también de mallorn, con plumas de ganso o de oca que formaban una aleta en espiral.
Tejían unas capas ligeras que abrigaban o eran frescas según el tiempo que hiciese en ese momento y servían de camuflaje, pues adoptaban los colores del entorno. Llevaban un broche con la forma de una hoja de mallorn, que cerraba la capa al cuello. La dama Galadriel y sus doncellas tejieron estas capas para los ocho miembros de la Compañía del Anillo (si bien eran nueve, el mago Gandalf ya no estaba con ellos) en los últimos años de la Tercera Edad, siendo estos los primeros en llevarlas sin ser galadhrim.

## Etimología
El término galadhrim significa «pueblo de los árboles» en sindarin: galað (también escrito galadh) significa «árbol», mientras que el sufijo -rim significa «pueblo».
En la primera edición de El Señor de los Anillos, aparece galadrim en vez de galadhrim. Esto se debe a que, en un principio, J. R. R. Tolkien cambió el grupo "dh" (pronunciado "th" en inglés y "d" en español) usado en sindarin por "d", pues al no usarse en inglés creía que los lectores lo considerarían extraño. Sin embargo, cambió de opinión cuando la novela ya había sido publicada y, en un intento de corregir el fallo, mientras escribía el «Quenta Silmarillion» a principios de los años 1950, estableció que la forma silvana de árbol era galad. A pesar de ello, cuando se publicó la edición revisada de El Señor de los Anillos, galadrim fue cambiado finalmente por galadhrim y Tolkien estableció en los apéndices que el término tenía origen silvano, pero adaptado al sindarin.

## Trilogía cinematográfica
En la trilogía cinematográfica realizada por el director neozelandés Peter Jackson sobre la novela El Señor de los Anillos, los galadhrim aparecen en la primera y segunda partes. En La Comunidad del Anillo, los galadhrim van vestidos con ropas parecidas a las de los elfos de Rivendel, hechas a base de telas, pero con colores más pálidos como el gris, el verde o el marrón, pues debían servirles para camuflarse. El equipo de rodaje filmó algunas escenas en las que los galadhrim se enfrentaban a los trasgos de Moria cuando estos perseguían a la compañía e incluso algunas imágenes aparecieron en el tráiler de la película, pero finalmente se descartaron y tan solo apareció el recibimiento del elfo Haldir y sus hermanos.
Debido a que en la trilogía no aparecería la lucha de los galadhrim contra los orcos que atacan Lothlórien en la Guerra del Anillo y a lo oscura que hicieron la batalla del Abismo de Helm en Las dos torres, los guionistas Philippa Boyens, Peter Jackson y su esposa Fran Walsh, decidieron que un pequeño ejército de elfos al mando de Haldir interviniera para dar un destello de esperanza a la situación. En el guion inicial, Arwen, la nieta de Galadriel, iba a acudir con los galadhrim a la batalla, pero las protestas de los fanes cuando la noticia se extendió por Internet hicieron que los guionistas suprimieran su aparición.

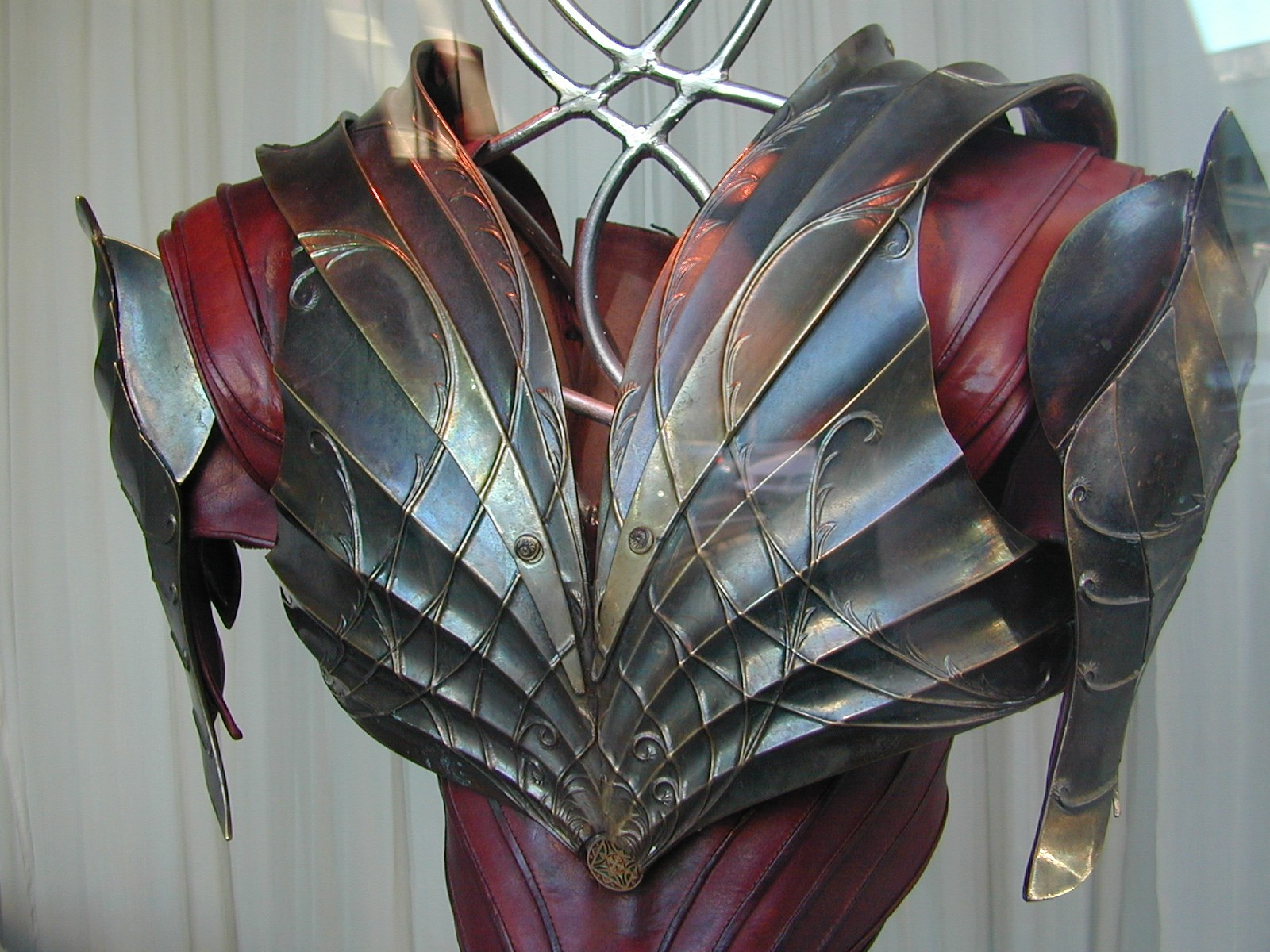
Armadura utilizada por los galadhrim en la película El Señor de los Anillos: las dos torres, de Peter Jackson.

En este contexto, la historia describe que Haldir, con el apoyo de Elrond de Rivendel, convenció a Galadriel y a Celeborn para que ayudaran a los hombres de Rohan y reunió a doscientos galadhrim para combatir a los uruk-hai en el Abismo de Helm. Gracias a su ayuda, los rohirrim lograron resistir más y mataron a unos dos mil uruks con sus arcos, pero con el precio de que ninguno regresó a Lothlórien, incluido Haldir.
El equipo de diseñadores de la empresa Weta Workshop fue el encargado de realizar la armadura del ejército de galadhrim que llega al Abismo de Helm en ayuda de Rohan. Ésta fue considerada por Richard Taylor, creador y director de Weta, como la más difícil que él y su equipo tuvieron que crear. En un principio, fue diseñada para los elfos de la Última Alianza que aparecen en el prólogo de La Comunidad del Anillo. Si bien todos los trajes élficos que diseñaron eran muy sueltos, las armaduras eran ajustadas para facilitar la lucha. Las formas de la armadura final se inspiran en el Art Nouveau, sin líneas rectas y con motivos de plantas. Para elaborar la cota de malla, el equipo de costureros invirtió alrededor de seis meses de trabajo, uniendo las hojas a la armadura, hecha de plástico plateado con elementos de fibra de vidrio, acabados con una capa de zinc para darles un toque metálico. En total, los galadhrim llevaban unas seis o siete capas de vestimenta, entre armadura y ropajes, lo que obligaba a los actores a mantener una posición erguida. El diseñador Daniel Falconer se encargó de dar colorido a la vestimenta, usando tonos otoñales como el bronce, el rojo o el marrón, en contraste con los colores más primaverales que llevaba la del prólogo de La Comunidad del Anillo, para reflejar la decadencia de los elfos en la Tierra Media. Él mismo interpretó a uno de los arqueros que atacan a los uruk-hai desde el muro del Abismo de Helm a las órdenes de Aragorn.